# Murdannia graminea
Murdannia graminea là một loài thực vật có hoa trong họ Commelinaceae. Loài này được (R.Br.) G.Brückn. mô tả khoa học đầu tiên năm 1930.